# العلاقات الفانواتية الناوروية
العلاقات الفانواتية الناوروية هي العلاقات الثنائية التي تجمع بين فانواتو وناورو.

## مقارنة بين البلدين
هذه مقارنة عامة ومرجعية للدولتين:
| وجه المقارنة                                              | فانواتو                                  | ناورو                          |
| --------------------------------------------------------- | ---------------------------------------- | ------------------------------ |
| المساحة (كم2)                                             | 12.19 ألف                                | 21                             |
| عدد السكان (نسمة)                                         | 276.24 ألف                               | 10.08 ألف                      |
| الكثافة السكانية (ن./كم²)                                 | 22.66                                    | 48.00 ألف                      |
| العاصمة                                                   | بورت فيلا                                | ضاحية يارين                    |
| اللغة الرسمية                                             | اللغة البسلاما، لغة فرنسية، لغة إنجليزية | اللغة الناورونية، لغة إنجليزية |
| العملة                                                    | فاتو فانواتي                             | دولار أسترالي                  |
| الناتج المحلي الإجمالي (بليون دولار)                      | 862.88 مليون                             | 113.88 مليون                   |
| الناتج المحلي الإجمالي (تعادل القوة الشرائية) بليون دولار | 790.76 مليون                             | 162.98 مليون                   |
| الناتج المحلي الإجمالي الاسمي للفرد دولار أمريكي          | 2.81 ألف                                 | 9.83 ألف                       |
| الناتج المحلي الإجمالي للفرد دولار أمريكي                 | 3.03 ألف                                 |                                |
| مؤشر التنمية البشرية                                      | 0.594                                    |                                |
| رمز المكالمات الدولي                                      | +678                                     | +674                           |
| رمز الإنترنت                                              | .vu                                      | .nr                            |
| المنطقة الزمنية                                           | ت ع م+11:00                              | ت ع م+12:00                    |

## منظمات دولية مشتركة
يشترك البلدان في عضوية مجموعة من المنظمات الدولية، منها:
| علم المنظمة | اسم المنظمة                                 | تاريخ انضمام فانواتو | تاريخ انضمام ناورو |
| ----------- | ------------------------------------------- | -------------------- | ------------------ |
|             | يونسكو                                      | 10 فبراير 1994       | 17 أكتوبر 1996     |
|             | بنك التنمية الآسيوي                         | 1981                 | 1991               |
|             | منظمة حظر الأسلحة الكيميائية                | ?                    | ?                  |
|             | الاتحاد البريدي العالمي                     | ?                    | ?                  |
|             | الاتحاد الدولي للاتصالات                    | 30 مارس 1988         | 10 يونيو 1969      |
|             | الأمم المتحدة                               | 15 سبتمبر 1981       | 14 سبتمبر 1999     |
|             | مجموعة دول أفريقيا والكاريبي والمحيط الهادئ | ?                    | ?                  |
|             | تحالف الدول الجزرية الصغيرة                 | ?                    | ?                  |
|             | دول الكومنولث                               | ?                    | ?                  |